# Swastika-kromme

De swastika-kromme.

De swastika-kromme is een wiskundige planaire kromme die beschreven wordt door de volgende cartesiaanse vergelijking:
{\displaystyle y^{4}-x^{4}=xy=(y^{2}-x^{2}).(y^{2}+x^{2})\,}
De poolcoördinaten voor de kromme zijn:
{\displaystyle r^{2}=-{\frac {\tan(2\theta )}{2}}\ =-{\frac {\sin(2\theta )/\cos(2\theta )}{2}}\,}
Dit kan ook geschreven worden als:
{\displaystyle r^{2}={\frac {\sin(\theta )\cos(\theta )}{\sin ^{4}(\theta )-\cos ^{4}(\theta )}}\,}
De swastika-kromme lijkt op een rechtswijzende swastika.